# Pisamojärvi
Pisamo eller Pisamojärvi är en sjö i Finland. Den ligger i kommunen Kuusamo i landskapet Norra Österbotten, i den nordöstra delen av landet, 600 km norr om huvudstaden Helsingfors. Pisamo ligger 248,8 meter över havet. Den ligger vid sjön Korpuajärvi. Den är 2,78 meter djup. Arean är 1,85 kvadratkilometer och strandlinjen är 10,53 kilometer lång. Sjön  ingår i Ijo älvs huvudavrinningsområde. 